# Iphthime (Tochter des Ikarios)
Iphthime (altgriechisch Ἰφθίμη Iphthímē) ist eine Person der griechischen Mythologie.
In Homers Odyssee ist sie die Tochter des Ikarios und die Schwester der Penelope. Sie ist die Gattin von Eumelos, dem König von Pherai in Thessalien. Die Göttin Athene erschuf eine Iphthime gleichende Gestalt und ließ dieses Traumbild der im Kummer um ihren Gatten Odysseus und ihren Sohn Telemachos schlummernden Penelope erscheinen, um diese zu trösten.